# Parser
Это статья о языке программирования, об алгоритме синтаксического анализа см. Синтаксический анализ.
Parser — объектно-ориентированный скриптовый язык программирования, созданный для генерации HTML-страниц на веб-сервере с поддержкой CGI. Разработан Студией Артемия Лебедева и выпущен под лицензией, сходной с GNU GPL. Язык специально спроектирован и оптимизирован для того, чтобы было удобно создавать простые сайты. Работа с формами, cookies, табличными файлами, базами данных и XML — часть языка, а модульность языка позволяет легко наращивать функциональность.

## Отличия Parser от других языков программирования
Parser в известном смысле — макроязык, в котором нет оператора print. Весь текст, набранный в исходном файле, по сути, большой оператор print, а конструкции Parser являются погруженными в текст.
Получается, что вы не пишете программу, которая выводит текст — наоборот, в имеющийся текст вы добавляете логику и организацию, блоки (методы), на которые вы разбиваете HTML-код.
В каждый каталог, с которым будет работать Parser, можно класть файл auto.p, в котором будут описаны основные настройки и методы.
Особенностью является наследственность (наличие в нескольких каталогах по пути к скрипту) и безусловное подключение этого файла.
Таким образом, вывод меню можно описать лишь в одном файле, и он автоматически будет применен ко всему сайту.
Некоторые ограничения (например, работа с изображениями) легко устраняются использованием сторонних консольных утилит и shell-скриптов.

### Пример программы
Пример вывода меню на основе информации, взятой из конфигурационного файла (CSV, разделенный табуляциями)
Это сам файл с таблицей (sections.cfg)
```
section_id	name		uri
1		Главная		/
2		Новости		/news/
3		Контакты	/contacts/
4		Цены		/price/
5		Ваше мнение	/gbook/

```

Скрипт с html-кодом (например, index.html)
```
@main[]
# Это main - главный метод. С него начинается обработка программы.
# Кстати, решетка в начале строки означает линейный комментарий.

<
html
>

   
<
head
>

      
<
title
>
Parser в Википедии
</
title
>

   
</
head
>

   
<
body
>

      ^navigation[]
   
</
body
>

</
html
>

@navigation[]
# А здесь загружаем таблицу из файла sections.cfg
# Пробегаемся по всем строкам и выводим колонки uri и name

$sections[^table::load[sections.cfg]]

<
ul
>

   ^sections.menu{
      
<
li
>

          
<
a
 
href
=
"$sections.uri"
>
$sections.name
</
a
>

      
</
li
>

   }

</
ul
>

```

Десятки полезных примеров размещены на сайте проекта.

## Недостатки
- Найти хостера, поддерживающего parser, почти нереально.
- Являясь макроязыком, Parser не позволяет быстро отделить логику от дизайна.
- Отсутствуют удобные инструментарии, например, для автоматического создания понятных адресов.